# Сизых, Николай Гаврилович
Николай Гаврилович Сизых (21 мая 1937, Иркутская область — 9 января 2023, Москва) — российский дипломат. Чрезвычайный и полномочный посланник 1 класса (10 ноября 1995).

## Биография
Окончил Томский политехнический институт им. С.М. Кирова (1959) и Дипломатическую академию МИД СССР (1976). Владеет французским и английским языками. На дипломатической работе с 1976 года.
- В 1959—1963 годах — работал на Кузнецком металлургическом комбинате в Новокузнецке.
- В 1963—1973 годах — на комсомольской работе в Кузбассе, секретарь, второй секретарь, первый секретарь Кемеровского обкома ВЛКСМ (1967—1973), член ЦК ВЛКСМ.
- С 5 июля 1994 по 31 мая 1999 года — чрезвычайный и полномочный посол Российской Федерации в Республике Конго[2][3].
- В 2000—2001 годах — заместитель директора Департамента консульской службы МИД России.
- В 2001—2002 годах — генеральный консул России в Аннабе (Алжир).

С 2010 — в отставке.
Скончался 9 января 2023 года. Похоронен в Москве на Троекуровском кладбище, участок 34.

## Награды
- Орден Трудового Красного Знамени;
- Медаль «В ознаменование 100-летия со дня рождения Владимира Ильича Ленина»;
- Почётный работник Министерства иностранных дел Российской Федерации (2004);
- Медаль ордена «За заслуги перед Отечеством» II степени (29 апреля 2008) — За многолетнюю добросовестную дипломатическую работу[5].

## Семья
Был женат, имел дочь и сына.